# Мамыкин, Андрей Владимирович
Андре́й Влади́мирович Мамы́кин (латыш. Andrejs Mamikins; 11 марта 1976, Ленинград) — бывший латвийский журналист и политик, в настоящее время российский пропагандист. С 2024 года находится в международном розыске.

## Биография
Учился в Рижской 88-й средней школе. Окончил филологический факультет Латвийского университета. В 1996 году начал работать журналистом в газете SM, затем в газете «Час» и «Субботе». С 2002 года перешёл на телевидение, где начал вести программу «Без цензуры». Работал также ведущим на радио.
Депутат Европейского парламента с 2014 по 2019 год, избран по списку партии Согласие. В 2018 году выдвигался в Сейм от партии Русский союз Латвии, однако партия не получила достаточной поддержки избирателей, чтобы быть представленной в парламенте. Представлял РСЛ на выборах в Европарламент в 2019 году, но также не был избран.
В 2020 году Мамыкин стал помощником депутата Европарламента от Эстонии Яны Тоом.
Активно выступал на российском и белорусском ТВ, в том числе после начала вторжения России на Украину. В сентябре 2023 года в интервью заявил о своём переезде в Россию. 
В июне 2024 года прокуратура Латвии за «героизацию и оправдание военных преступлений, совершённых государством-агрессором в Украине» начала уголовный процесс против Мамыкина. Ранее сообщалось, что Служба государственной безопасности Латвии начала уголовный процесс против бывшего политика Андрея Мамыкина за «возможное прославление и оправдание совершённых Россией в Украине преступлений». В июне 2024 года ордер на арест выдал Отдел международного сотрудничества Генпрокуратуры Латвии.

## Цитаты
«У нас хорошее государство. Абсолютно серьёзно. Говоря в общем — хорошее, демократическое, корректно относится к своим жителям. У нас на самом деле чиновники в течение месяца отвечают на письма жителей, подойдя к охраннику можно получить ответ на заданный вопрос. Здесь поезда и самолёты курсируют по расписанию, здесь не надо показывать паспорт, как только увидел полицейского, здесь к тебе обращаются на «Вы» и почти никогда не грубят. Другое дело — Москва. Если тебя в метро не ударят локтем по лицу — тебе повезло. Если полиция конфисковала кассету телевизионной камеры, даже если у тебя имеется аккредитация Министерства иностранных дел России, — это нормально. Если тебе в электричке дубинкой ударят по голове и не извинятся — это тоже нормально: ты просто едешь в одном вагоне с футбольными фанатами и полицейские целились не в тебя, а в раскричавшегося футбольного болельщика. Если ты за 20-минутную поездку в такси заплатил 1000 рублей (около 18 латов) и таксист армянского происхождения тебя привёз в другое место и пропал, это тоже нормально».

«Пожив хотя бы неделю в Москве, даже злейший враг нашей страны станет самым большим фанатом Латвии. Он полюбит нашу страну, и не из-за страха, что получит дубинкой, а искренне и от всего сердца. Вернувшись через неделю из России, он будет целовать перрон Рижского центрального вокзала, ему захочется говорить по-латышски. Главное только, чтобы билет не был в один конец…».